# Гонтард, Карл фон
Карл Филипп Кристиан фон Гонтард (нем. Carl Philipp Christian von Gontard; 13 января 1731, Мангейм — 23 сентября 1791, Бреславль) — немецкий архитектор, работавший преимущественно в Потсдаме, Берлине и Байройте.
Карл Гонтард получил должность придворного архитектора маркграфини Байрейтской Вильгельмины, а после её смерти поступил на службу к её брату Фридриху Великому. Несмотря на обилие сохранившихся работ архитектора, в его карьере случился и крупный провал. В Берлине на Жандарменмаркт под тяжестью купола рухнул возводившийся им Немецкий собор, и в июле 1781 года Гонтарда сменил Георг Кристиан Унгер.

## Основные работы
- башни Французского и Немецкого соборов на Жандарменмаркт в Берлине
- проект знаменитых Бранденбургских ворот
- Храм дружбы, Античный храм в Сан-Суси и Мраморный дворец в потсдамском Новом саду
- Ораниенбургские ворота в Берлине
- Бранденбургские ворота в Потсдаме